# Ann Horton
Pour les articles homonymes, voir Horton.
Ann Catherine Horton, née Davies (7 avril 1894 - 15 juillet 1965) est une physicienne et universitaire britannique. Elle est la première enseignante du laboratoire Cavendish. Ses recherches ont contribué à la vérification de la théorie des états stationnaires de Niels Bohr. 

## Jeunesse
Ann Catherine Davies naît à Londres le 7 avril 1894. Elle est la fille du tailleur Robert Davies.  
Elle étudie la physique au Royal Holloway College où elle obtient son baccalauréat, sa maîtrise en sciences en 1815 et son doctorat en sciences en 1922.  

## Carrière
Pendant son doctorat, Horton est chargée de cours adjointe, puis chargée de cours, en physique à Holloway.   
Ses recherches portent principalement sur le rayonnement et les potentiels d'ionisation des gaz rares et ont contribué à la vérification de la théorie des états stationnaires de Niels Bohr. Pendant et après ses études, elle travaille avec Frank Horton notamment sur des expériences de mesure des rayons X caractéristiques. Ils publient une vingtaine d'article en relation avec ces recherches dans le journal scientifique Proceedings of the Royal Society, entre 1919 et 1936. Leurs travaux remettaient en question les conclusions de l'expérience Franck et Hertz, mais des échanges de correspondance avec James Franck infirmeront leurs résultats. 
En 1922, elle reçoit la bourse de recherche Ellen Richards de l'Association pour le Soutien de la Recherche Scientifique par les femmes. 
À partir de 1935, elle est conférencière en physique au Newnham College de Cambridge et professeur d'université en physique au Laboratoire Cavendish. Elle est la première femme recrutée en tant qu'enseignante dans cette université. Elle est directrice adjointe de Newnham de 1936 à 1946, membre des administrateurs du Homerton College de Cambridge et membre du conseil de New Hall. 
En 1939, elle devient la deuxième femme de son collègue Frank Horton. 
Elle meurt à Cambridge le 15 juillet 1965. 